# Вождь
Вождь — глава племени или вождества в общинных обществах, а также глава в некоторых государствах и партиях (при вождизме).

## История
Переход от раннего первобытного общества к позднему был связан с появлением избыточного продукта и системы его перераспределения. Такая система в этнографической литературе получила наименование престижной экономики, так как перераспределение происходило в форме даров (дачи). Дарения происходили во время особых торжеств, на которые одна община приглашала членов других.
Люди, стремившиеся ко все большему и большему престижу, начали создавать системы отношений, в которых они дарили не только созданное ими самими, но и полученное от других людей. Такие системы могли охватывать всех членов позднепервобытной общины, а люди, стоявшие в центре таких систем, становились единоличными лидерами общины.
Для обозначения мужчин, пользующихся большим авторитетом и влиянием и фактически являющихся предводителями своих общин в этнографической англосаксонской литературе используется термин «бигмен». Статус бигменов сначала не наследовался, но затем в определённых родственных группах возникала тенденция к монополизации бигменства. Однако соперничество между отдельными бигменами (часто между сыновьями одного отца) и связанная с этим сегментация кланов делали такие родственные группы нестабильными.
Но если бигменом в принципе мог стать любой, то вождём мог стать только человек, принадлежавший к определённому узкому кругу, вхождение в который определялось происхождением. Только наследственная передача власти вождя могла обеспечить надёжную передачу опыта руководства в бесписьменном обществе и гарантировала, что новый носитель власти будет наделён харизмой. Наследственное лидерство было известно уже на стадии раннепервобытной общины (например, у части аборигенов Австралии и бушменов), но скорее как исключение. Затем наследование власти стало правилом.
Сначала ни бигмены, ни вожди не эксплуатировали своих соплеменников. Но затем они начали использовать свой статус для собственного обогащения. Например, у меланезийцев, когда с ними познакомились европейцы, вожди, как правило, не получали никаких приношений, но, ведая богатствами общин, широко использовали их для собственного обогащения. У маори вожди уже получали от рядовых общинников «дары», и их земельные наделы были больше наделов других общинников. На Фиджи вожди пытались претендовать на земельную собственность общин. На островах Тонга вся земля рассматривалась как собственность вождей, а простые общинники несли в их пользу обязательные повинности и под угрозой смерти им запрещалось переходить от одного землевладельца к другому. Так складывались феодальные отношения.
Таких вождей в литературе обычно называют родоплеменной знатью или родоплеменной аристократией. Власть вождей была особенно велика тогда, когда они одновременно были военными и (или) религиозными лидерами (жрецами). В первом случае в их распоряжении были военные дружины, во втором — религия как средство идеологического и психологического воздействия.
Военные предводители могли происходить из среды как родоплеменной знати, так и прославленных воинов-простолюдинов. С увеличением частоты войн в период разложения родового строя военные предводители нередко оттесняли на задний план или совсем вытесняли других лидеров. Например, у индейцев-ирокезов в XVIII веке два традиционных военных предводителя из племени сенека из второстепенных лидеров сделались главными.
Реже общины возглавляли жрецы, но зато очень часто вожди присваивали себе также и религиозные функции, тем самым освящая, сакрализуя свою власть. Во многих обществах считалось, что вожди обладают сверхъестественной благодатью и являются связующим звеном между высшими силами и простым народом.
Сначала вожди возглавляли лишь одну общину, но затем появились вожди, возглавлявшие вождества, объединявшие несколько общин. Власть в вождестве могла быть как аристократической, так и военной; часто она была сакрализована (так называемые сакральные вожди и вождества), яркий примером чего являются предгосударственные образования Полинезии и Тропической Африки.

## Типы
Существовали различные типы племенных-общинных вождей:
- Глава совета старейшин или народного собрания.
- Военный вождь (который мог избираться только на время военных действий).
- Наследственный вождь.
- Вождь-жрец.

## Вождизм
Вожди во главе государств известны с древних времён. Особенное развитие государственный и партийный вождизм получил после Первой мировой войны в авторитарных и тоталитарных странах с различной идеологией и политической организацией — в первую очередь, в социалистических и фашистских (слова фюрер, дуче, каудильо означают «вождь»).
В политической и художественной литературе получили распространение выражения вроде «Вожди марксизма», «Вожди нацизма», «Вожди социал-демократии», «Вожди демократии» и тому подобное. Но научными терминами эти выражения не стали.
В Союзе ССР в 1920—1930-е годы термин «вожди» относился к любым советским начальникам высокого уровня (республиканские руководители, члены ЦК ВКП(б)), а после волны репрессий 1937—1938 годы термин фактически используется только по отношению к Ленину и Сталину (а в 1940—1950-е годы также иногда к руководителям «братских компартий»). Также аналогичный термин (conducatorul) использовался до 1989 года в Румынии по отношению к Н. Чаушеску. В КНДР у каждого лидера имелась своя сложная титулатура, которую полагается употреблять (в том числе и после их смерти) в строго оговоренных случаях (см. напр. Список титулов Ким Чен Ира).